# Грибов, Иван Васильевич
Грибов, Иван Васильевич (1881 — 1945, Москва)— русский и советский учёный, профессор, доктор наук, специалист в области двигателей внутреннего сгорания, первый декан автотракторного факультета и заведующий кафедрой «Эксплуатация автомобиля» МАМИ.

## Биография
С 1910 по 1912 год Иван Васильевич Грибов заведовал отделом двигателей внутреннего сгорания и автомобилей машиностроительного завода Густава Листа в Москве. Опыт работы в этой должности Иван Васильевич с успехом применил при организации в 1915 году аналогичного учебного подразделения в КТУ.
Иван Васильевич Грибов начал работу в Комиссаровском техническом училище (КТУ) в 1914 году. Сначала он преподавал машиностроительное черчение и технологию металлов. Он имел прекрасное инженерное образование и обладал незаурядными способностями организатора.
В 1915 году профессором Иваном Васильевичем Грибовым в училище было создано отделение двигателей внутреннего сгорания и автомобилей, на котором началась подготовка специалистов по двигателям внутреннего сгорания и автомобилям.
Еще до Октябрьской социалистической революции в течение 50 лет Комиссаровское техническое училище вело плодотворную работу по подготовке высококвалифицированных техников для российской промышленности, а в первые годы двадцатого века, и для зарождающейся автомобильной промышленности России.
Для работы в отделении двигателей внутреннего сгорания и автомобилей были привлечены преподаватели училища, а также приглашены работники расположенных в Москве как автомобильных заводов, так и заводов по производству двигателей. Коллективом преподавателей отделения двигателей внутреннего сгорания и автомобилей были разработаны необходимые учебно-методические материалы; подобрано и отлажено техническое оснащение для преподавания дисциплин по курсам автомобилей и двигателей внутреннего сгорания. Необходимость создания в училище этого отделения диктовалась острой потребностью в автомобильных кадрах, которую ощущали российские производители автомобилей.
Позднее на базе отделения были образованы кафедра автомобилей и кафедра двигателей внутреннего сгорания.
Организовав отделение двигателей внутреннего сгорания и автомобилей, Иван Васильевич сначала преподавал в нём учебные дисциплины по двигателям внутреннего сгорания и автомобильные дисциплины, а с 1916 года стал заведовать этим отделением.
После получения учёного звания доктора наук И. В. Грибов стал одним из самых авторитетных специалистов автомобильного дела в России. С 1914 по 1917 год, а с 1915 года одновременно с проведением учебных занятий в отделении двигателей внутреннего сгорания и автомобилей в КТУ, И. В. Грибов состоял уполномоченным и помощником заведующего автомобильным отделом Всероссийского Земского союза. С 1914 по 1916 год преподавал на Автомобильных курсах Технического общества, читал лекции по автомобильному делу на автомобильных курсах для студентов ИМВТУ, организованных Земским союзом. С 1914 по 1917 год состоял директором и преподавателем Рабочих технических курсов Попечительства о народной трезвости по двигателям внутреннего сгорания, автомобилям и черчению.

## После революции
Одно из ведущих средних технических учебных заведений царской России — Комиссаровское техническое училище (КТУ) постановлением Коллегии отдела народного просвещения за № 902 от 26 августа 1919 года, было преобразовано в 1-й Московский механико-электротехнический техникум имени М. В. Ломоносова (Ломоносовский техникум). Председателем Президиума Ломоносовского техникума стал Иван Васильевич Грибов.
В техникуме было пять отделений:
- двигателей внутреннего сгорания,
- автомобильное,
- паротехническое,
- обработки металлов,
- электротехническое (сильных токов).

8 декабря 1920 года постановлением коллегии Главпрофобра Наркомпроса РСФСР Ломоносовский техникум был переименован в Практический механико-электротехнический институт им. М. В. Ломоносова.
До 1923 года И. В. Грибов был заведующим Отделом высшей школы Главпрофобра. Когда, в феврале 1923 года, на должность ректора Ломоносовского института был назначен Глеб Максимилианович Кржижановский, Иван Васильевич занял должность заместителя ректора, продолжая преподавать автомобильное дело на автомобильной кафедре Ломоносовского института.
Ломоносовский институт был предшественником МАМИ. На экстренном заседании коллегии Главпрофобра Наркомпроса 5 января 1922 года было принято решение о преобразовании Московского практического механико-электротехнического института имени М. В. Ломоносова в высшее техническое учебное заведение.
В 1939 году был воссоздан Московский автомеханический институт (МАМИ); Иван Васильевич Грибов стал первым деканом автотракторного факультета и заведующим кафедрой «Эксплуатация автомобиля».

## В годы войны
Преподавателями, студентами и сотрудниками института было установлено шефство над воинской частью; было организовано обучение красноармейцев вождению автомобилей и изучение ими материальной части.
В приказе от 20 сентября 1941 года, подписанным директором института В. И. Кошлаковым, говорилось:

Во исполнение просьбы воинской части по обучению группы красноармейцев материальной части и вождению автомашин приказываю:
1. Декану факультета профессору И. В. Грибову к 20 сентября 1941 года составить программу и расписание занятий;
2. Занятия начать с 20 сентября 1941 года и окончить 2 октября 1941 года.